# Fredrick Ekholm
Fredrick Ekholm, född 15 juni 1994 i Huddinge, är en svensk friidrottare (mångkamp) tävlande för IFK Lidingö.
I unga år visade han talang i flera grenar, framför allt höjdhopp och häcklöpning. Han har satt flera svenska ungdoms- och juniorrekord inom både mångkamp, höjdhopp och häcklöpning. Bland annat genom att hoppa 1,93 m som 14-åring och därmed slå Patrik Sjöbergs åldersrekord på 1,91 m.
Vid Ungdoms-VM 2011 i franska Lille deltog Ekholm i mångkamp och lyckades ta en silvermedalj.
Ekholm deltog 2013 vid junior-EM i Rieti, Italien och kom på 5:e plats med personliga rekordet 7 573 poäng.
2019 deltog Ekholm vid inomhus-EM i Glasgow på 60 meter häck men slogs ut i försöken, det var hans första och hittills enda internationella seniormästerskap. 

## Personliga rekord
| Utomhus - 100 meter: 10,85 (Rieti, Italien 20 juli 2013) - 200 meter: 22,01 (Karlstad 19 maj 2018) - 300 meter: 36,25 (Falun 6 augusti 2011) - 400 meter: 49,36 (Stockholm 10 juni 2018) - 400 meter: 49,40 (Rieti, Italien 20 juli 2013) - 800 meter: 2:00,46 (Växjö 23 september 2012) - 1 000 meter: 2:49,60 (Lille, Frankrike 7 juli 2011) - 1 500 meter: 4:40,55 (Upplands Väsby 7 september 2014) - 1 500 meter: 4:45,69 (Florens, Italien 3 maj 2014) - 110 meter häck: 13,92 (Karlstad 19 maj 2018) - 110 meter häck: 13,78 (medvind) (Eskilstuna 25 augusti 2018) - Höjdhopp: 2,08 (Sollentuna 22 maj 2011) - Stavhopp: 4,70 (Ribeira Brava, Portugal 6 juli 2014) - Längdhopp: 7,19 (Huddinge 8 juni 2013) - Tresteg: 13,45 (Stockholm 31 augusti 2010) - Kula: 12,95 (Huddinge 19 augusti 2015) - Diskus: 37,59 (Huddinge 8 juni 2015) - Spjut: 54,18 (Florens, Italien 3 maj 2014) - Tiokamp: 7 451 (Ribeira Brava, Portugal 6 juli 2014) - Tiokamp U20: 7 573 (Rieti, Italien 21 juli 2013) - Tiokamp U18: 7 294 (Falun 7 augusti 2011) | Inomhus - 60 meter: 7,00 (Norrköping 10 februari 2018) - 1 000 meter: 2:51,09 (Göteborg 11 mars 2012) - 60 meter häck: 7,83 (Malmö 27 januari 2019) - Höjdhopp: 2,09 (Växjö 9 februari 2013) - Stavhopp: 4,84 (Uppsala 28 januari 2018) - Stavhopp: 4,75 (Norrköping 11 februari 2018) - Längdhopp: 7,05 (Huddinge 17 januari 2014) - Kula: 13,19 (Huddinge 17 januari 2015) - Kula 6 kg: 14,35 (Växjö 9 februari 2013) - Sjukamp: 5 682 (Norrköping 11 februari 2018) - Sjukamp U20: 5 788 (Växjö 10 februari 2013) |